# 黃子恩
黃子恩（Philip Wong，1996年1月20日—），生於香港，香港足球員，司職進攻              中場，現時在美國林肯紀念大學修讀獸醫學位及參加大學聯賽。

## 球員生涯
黃子恩生於香港，自幼便隨馮凱文（現時香港超級聯賽球隊理文流浪主教練）學師，小學一年級開始踢足球了，升上小學三年級後，雖然他是年紀最小的校隊成員，但卻代表拔萃男書院出賽拿了亞軍，當升上中學後，由中一開始已是校隊成員，卻只是與亞軍有緣。C Grade是學界亞軍，B Grade時仍是亞軍，直到A Grade那年決賽，當上隊長的黃子恩於20分鐘中場線稍前位置大腳踢出一記「碧咸式」超遠射，笠死對方門將死角入網，以1–0擊敗西島中學，帶領球隊拿了奪得Divison 1的冠軍。黃子恩於2015年轉投南區，協助球隊升班。
黃子恩於2015年夏天到泰國集訓時獲泰超球隊清萊聯邀請留下，可留在泰國踢泰國超級足球聯賽，並有獎學金可讓他入讀當地大學，一邊讀 書，一邊踢職業賽。不過黃子恩卻為學業婉拒沒有留在泰國，反而獲美國林肯紀念大學給他獎學金，經現香港球員陸志豪與朋友所成立的公司（Affinity Sports & Education Ltd.），與林肯紀念大學簽約到當地參與大學聯賽及修讀獸醫學位，2016年11月6日，林肯紀念大學憑黃子恩射入最後一球十二碼，帶領球隊進入決賽。2016年11月19日，黃子恩所代表的林肯紀念大學雖然未能於區域季後賽決賽中勝出，但他就入選賽事最佳十一人。 

## 外部連結
- 香港足球總會網頁球員資料 （页面存档备份，存于）